# Aleksander mazowiecki
Aleksander mazowiecki (ur. 1400, zm. 2 czerwca 1444 w Wiedniu) – biskup trydencki od 1425, patriarcha Akwilei od 1439 (tytularnie), kardynał z nominacji antypapieża Feliksa V z tytularnym kościołem św. Wawrzyńca w domu Damazego (San Lorenzo in Damaso) od 1440, biskup Chur od 1442 (tytularnie), proboszcz kościoła św. Szczepana w Wiedniu od 1442 roku, dyplomata.

## Pochodzenie
Aleksander był piątym (najmłodszym) pod względem starszeństwa synem księcia płockiego – Siemowita IV i Aleksandry litewskiej, siostry króla Polski – Władysława Jagiełły.
|  |                        |  |  |  |  |  |  |  |  |  |  |  |  |
|  | Trojden I              |  |  |  |  |  |  |  |  |  |  |  |  |
|  |                        |  |  |  |  |  |  |  |  |  |  |  |  |
|  |                        |  |  |  |  |  |  |  |  |  |  |  |  |
|  | Siemowit III           |  |  |  |  |  |  |  |  |  |  |  |  |
|  |                        |  |  |  |  |  |  |  |  |  |  |  |  |
|  |                        |  |  |  |  |  |  |  |  |  |  |  |  |
|  | Maria                  |  |  |  |  |  |  |  |  |  |  |  |  |
|  |                        |  |  |  |  |  |  |  |  |  |  |  |  |
|  |                        |  |  |  |  |  |  |  |  |  |  |  |  |
|  | Siemowit IV            |  |  |  |  |  |  |  |  |  |  |  |  |
|  |                        |  |  |  |  |  |  |  |  |  |  |  |  |
|  |                        |  |  |  |  |  |  |  |  |  |  |  |  |
|  | Mikołaj II opawski     |  |  |  |  |  |  |  |  |  |  |  |  |
|  |                        |  |  |  |  |  |  |  |  |  |  |  |  |
|  |                        |  |  |  |  |  |  |  |  |  |  |  |  |
|  | Eufemia opawska        |  |  |  |  |  |  |  |  |  |  |  |  |
|  |                        |  |  |  |  |  |  |  |  |  |  |  |  |
|  |                        |  |  |  |  |  |  |  |  |  |  |  |  |
|  | Anna raciborska        |  |  |  |  |  |  |  |  |  |  |  |  |
|  |                        |  |  |  |  |  |  |  |  |  |  |  |  |
|  |                        |  |  |  |  |  |  |  |  |  |  |  |  |
|  | Aleksander mazowiecki  |  |  |  |  |  |  |  |  |  |  |  |  |
|  |                        |  |  |  |  |  |  |  |  |  |  |  |  |
|  |                        |  |  |  |  |  |  |  |  |  |  |  |  |
|  | Giedymin               |  |  |  |  |  |  |  |  |  |  |  |  |
|  |                        |  |  |  |  |  |  |  |  |  |  |  |  |
|  |                        |  |  |  |  |  |  |  |  |  |  |  |  |
|  | Olgierd Giedyminowic   |  |  |  |  |  |  |  |  |  |  |  |  |
|  |                        |  |  |  |  |  |  |  |  |  |  |  |  |
|  |                        |  |  |  |  |  |  |  |  |  |  |  |  |
|  | Jewna                  |  |  |  |  |  |  |  |  |  |  |  |  |
|  |                        |  |  |  |  |  |  |  |  |  |  |  |  |
|  |                        |  |  |  |  |  |  |  |  |  |  |  |  |
|  | Aleksandra Olgierdówna |  |  |  |  |  |  |  |  |  |  |  |  |
|  |                        |  |  |  |  |  |  |  |  |  |  |  |  |
|  |                        |  |  |  |  |  |  |  |  |  |  |  |  |
|  | Aleksander twerski     |  |  |  |  |  |  |  |  |  |  |  |  |
|  |                        |  |  |  |  |  |  |  |  |  |  |  |  |
|  |                        |  |  |  |  |  |  |  |  |  |  |  |  |
|  | Julianna twerska       |  |  |  |  |  |  |  |  |  |  |  |  |
|  |                        |  |  |  |  |  |  |  |  |  |  |  |  |
|  |                        |  |  |  |  |  |  |  |  |  |  |  |  |
|  | Anastazja halicka      |  |  |  |  |  |  |  |  |  |  |  |  |
|  |                        |  |  |  |  |  |  |  |  |  |  |  |  |
|  |                        |  |  |  |  |  |  |  |  |  |  |  |  |

## Początek kariery kościelnej. Opieka Władysława Jagiełły
Jako najmłodszy syn, od wczesnego dzieciństwa był przeznaczony do kariery duchownej. W tym też celu został wysłany na dwór królewskiego wuja do Krakowa, gdzie pod jego okiem miał się zacząć kształcić. W 1414 został prepozytem katedry w Gnieźnie.
W latach 1415–1422 podjął studia na Uniwersytecie Krakowskim. Niemniej jednak, na zakończenie nauki w 1422 (jako bliskiego krewnego Jagiełły), wybrano go na rektora honorowego, co było sprzeczne z prawem uniwersytetu.
W 1422 Władysław Jagiełło podjął nieskuteczną próbę osadzenia krewniaka na biskupstwie poznańskim. Nie zrażając się niepowodzeniem w roku następnym, wystarał się u papieża Marcina V o inną diecezję – było to położone na granicy Włoch i Niemiec biskupstwo ze stolicą w Trydencie. Dopiero wówczas Aleksander zdecydował się przyjąć święcenia kapłańskie i udał się w daleką podróż.

## Biskup trydencki
Do stolicy diecezji mazowiecki Piast przybył 25 czerwca 1424, zaś uroczystość wyświęcenia na biskupa odbyła się z nieznanych przyczyn dopiero ponad rok później – 27 września 1425. Jako biskup Trydentu, stał się przy okazji władcą państwa biskupiego położonego na strategicznej trasie u podnóża Alp.
Państwo biskupie stanowiło łakomy kąsek dla potężnych sąsiadów – rządzonego przez Habsburgów księstwa tyrolskiego, którego Trydent był formalnie wasalem oraz Wenecji. Zresztą wybór księcia z dalekiego kraju był dla miejscowych sporym zaskoczeniem i długo nie mogli się do nowego biskupa, otaczającego się przybyszami z Polski, przyzwyczaić. Do wyboru Aleksandra na biskupa pewnie by nie doszło, gdyby nie wcześniejszy ślub siostry księcia, Cymbarki, z Ernestem Habsburgiem.
Możliwe, że Wokabularz trydencki, najstarszy zachowany słownik łacińsko-polski, został stworzony na zlecenie Aleksandra w czasie, gdy miał objąć funkcję biskupa Trydentu.

## Polityka niezależności i współpraca z Zygmuntem Luksemburczykiem
Chcąc zachować względną niezależność polityczną zdecydował się zbliżyć do króla Niemiec i Węgier – Zygmunta Luksemburczyka, którego zaczął politycznie wspierać. W tym też celu udał się na dwór Luksemburczyka do Budy, skąd zaczął coraz częściej rządzić diecezją.
W 1431 wziął udział w wyprawie Zygmunta po koronę cesarską do Włoch. Z nieznanych przyczyn Piastowicz zrezygnował jednak ostatecznie z uczestnictwa w koronacji Zygmunta w Rzymie, ograniczając się do obecności w Mediolanie, gdzie władca z dynastii Luksemburgów koronował się na króla Włoch.
W latach następnych biskup trydencki zaangażował się politycznie w walkę pomiędzy zwolennikami prymatu papieża nad zwolennikami prymatu soboru, zdecydowanie opowiadając się za tymi ostatnimi.
Dzięki pomocy cesarza Zygmunta w 1435 udało mu się ostatecznie rozwiązać konflikt z władcą tyrolskim Fryderykiem IV. Stanęło na tym, że książę jako biskup trydencki zgodził się na zwierzchnictwo Tyrolu w zamian, za co dostał gwarancję integralności terytorialnej.
Aktywna polityka zagraniczna i zbytnie oddawanie urzędów biskupstwa przybyszom z Polski o mało w tym samym roku nie skończyło się utratą diecezji w związku z buntem miejscowego kleru. Z najwyższym trudem i tylko dzięki pomocy Zygmunta Luksemburczyka udało mu się utrzymać w końcu na stanowisku.
Chcąc być bardziej niezależny, w 1438 zawarł sojusz z Filipem Marią Viscontim, księciem mediolańskim. Przymierze to nie przyniosło Aleksandrowi żadnej konkretnej korzyści, a tylko wplątało Trydent w wojnę w latach 1440-1441 z Wenecją.

## Spór soboru z papieżem i opowiedzenie się Aleksandra po stronie soboru
Zdecydowane opowiedzenie się Aleksandra po stronie soboru (w obradach w Bazylei osobiście uczestniczył w 1433, 1434 i 1442) przyniosło mu w grudniu 1439 tytuł patriarchy akwilejskiego z jednoczesnym zachowaniem godności biskupa trydenckiego. Papież soborowy – Feliks V nie miał wystarczającego poparcia, by tę decyzję wprowadzić w życie, zaś jego przeciwnik – Eugeniusz IV, mianował na to stanowisko innego kandydata, który zdobył realną władzę (był nim Ludwik Scrampi Mezzarota). Wkrótce potem sobór i papież Feliks V obsypali Aleksandra innymi zaszczytami (chodziło im o to, że spokrewniony z Jagiellonami i Habsburgami Piast mógł wywrzeć na niezdecydowanych władcach poparcie dla nich) w postaci kapelusza kardynalskiego z tytułem św. Wawrzyńca „in Damaso” (12 października 1440), biskupstwa położonego w Szwajcarii – Chur (marzec 1442) i w końcu probostwo Kościoła św. Szczepana w Wiedniu (dziś katedra). Z powodu równoczesnego obsadzenia tych stanowisk przez kandydatów Eugeniusza IV tylko probostwo św. Szczepana udało się Aleksandrowi realnie przejąć.
Oprócz nadania bogatych prebend, otrzymał od soboru również ważne misje dyplomatyczne, jednak wojna z Wenecją uniemożliwiła mu uczestnictwo na Sejmie Rzeszy odbytym w Norymberdze i Moguncji, czy podjęcie się próby rozjemstwa pomiędzy Austrią a Polską o tron czeski.

## Sprawa wyprawy antytureckiej i śmierć Aleksandra
W 1442 przybył do Wiednia, gdzie starł się z wysłannikiem Eugeniusza IV, kardynałem Julianem Cesarinim, który usiłował zachęcić tamtejszego władcę – Fryderyka III – do opowiedzenia się po stronie jego mocodawcy oraz poparcia idei krucjaty antytureckiej. Mianowany został w tym czasie przez Feliksa V legatem na Austrię, Węgry i Polskę i z powodzeniem udało mu się jednak przekonać Habsburga o nierealności tych pomysłów. Dyskusja była na tyle ostra, że mazowiecki Piast rzucił się z pięściami na przeciwnika.
W dalszych planach Aleksandra był wyjazd na Węgry, gdzie zamierzał przekonać króla Władysława III do odwołania niedorzecznego planu inwazji na Turcję. Podczas przygotowań do wyjazdu rozchorował się i 2 czerwca 1444 zmarł. Pochowany został w Kościele św. Szczepana w Wiedniu, gdzie na lewo od prezbiterium we Frauenchor do dziś zachował się jego wmurowany w ścianę nagrobek.